# Domaine des goélands

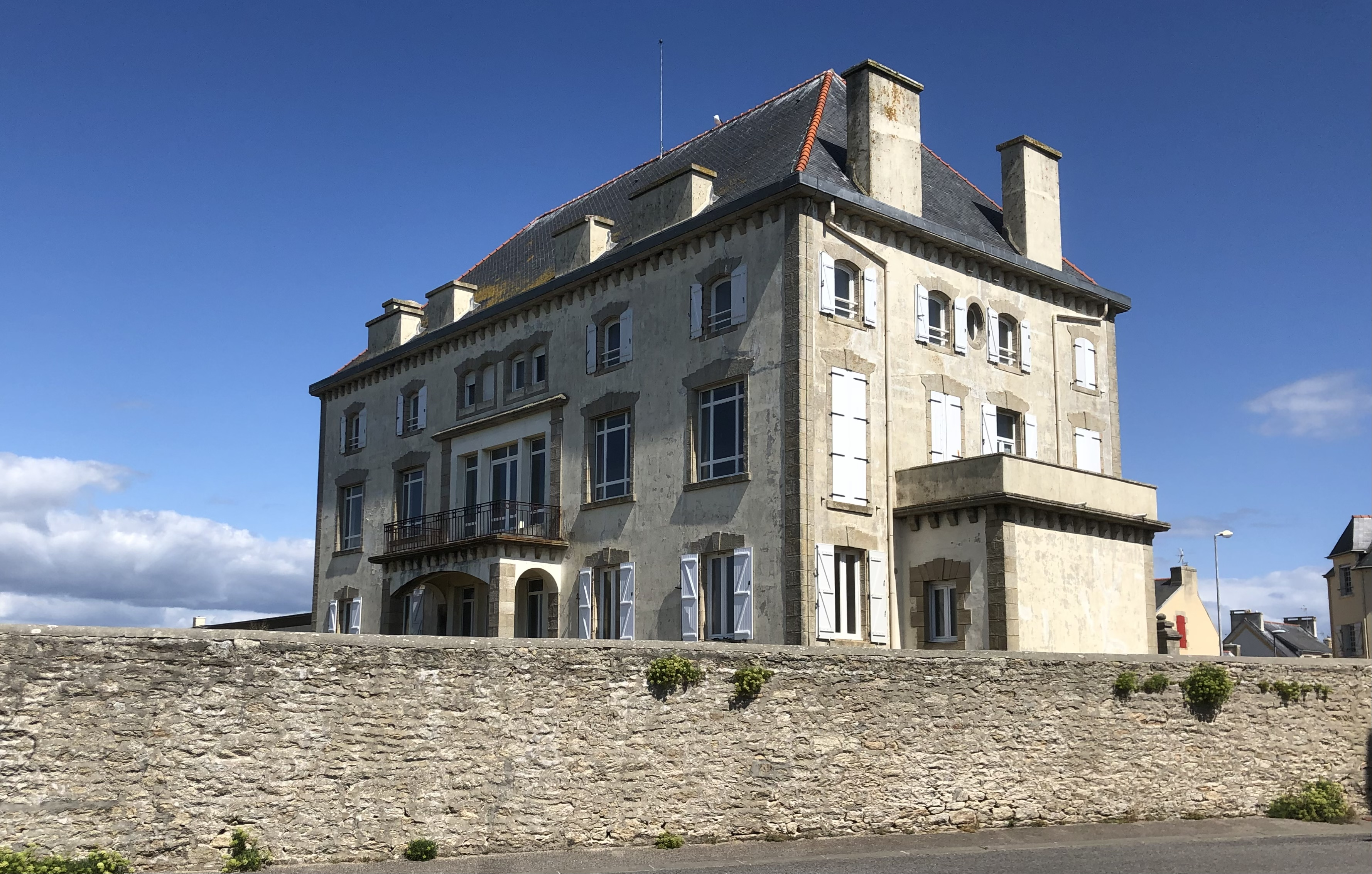
Domaine des goélands, 2022

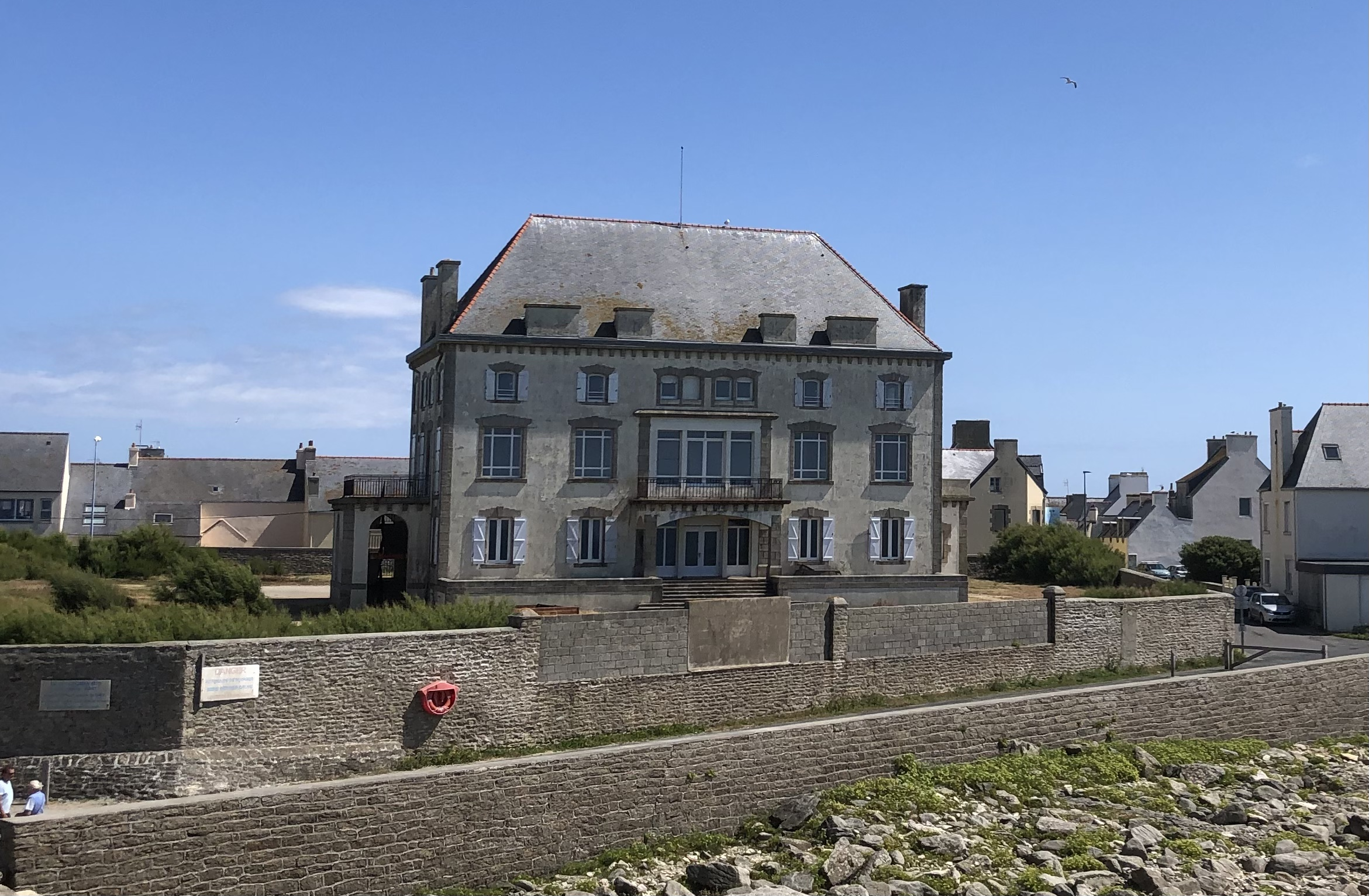
Blick von der Seeseite

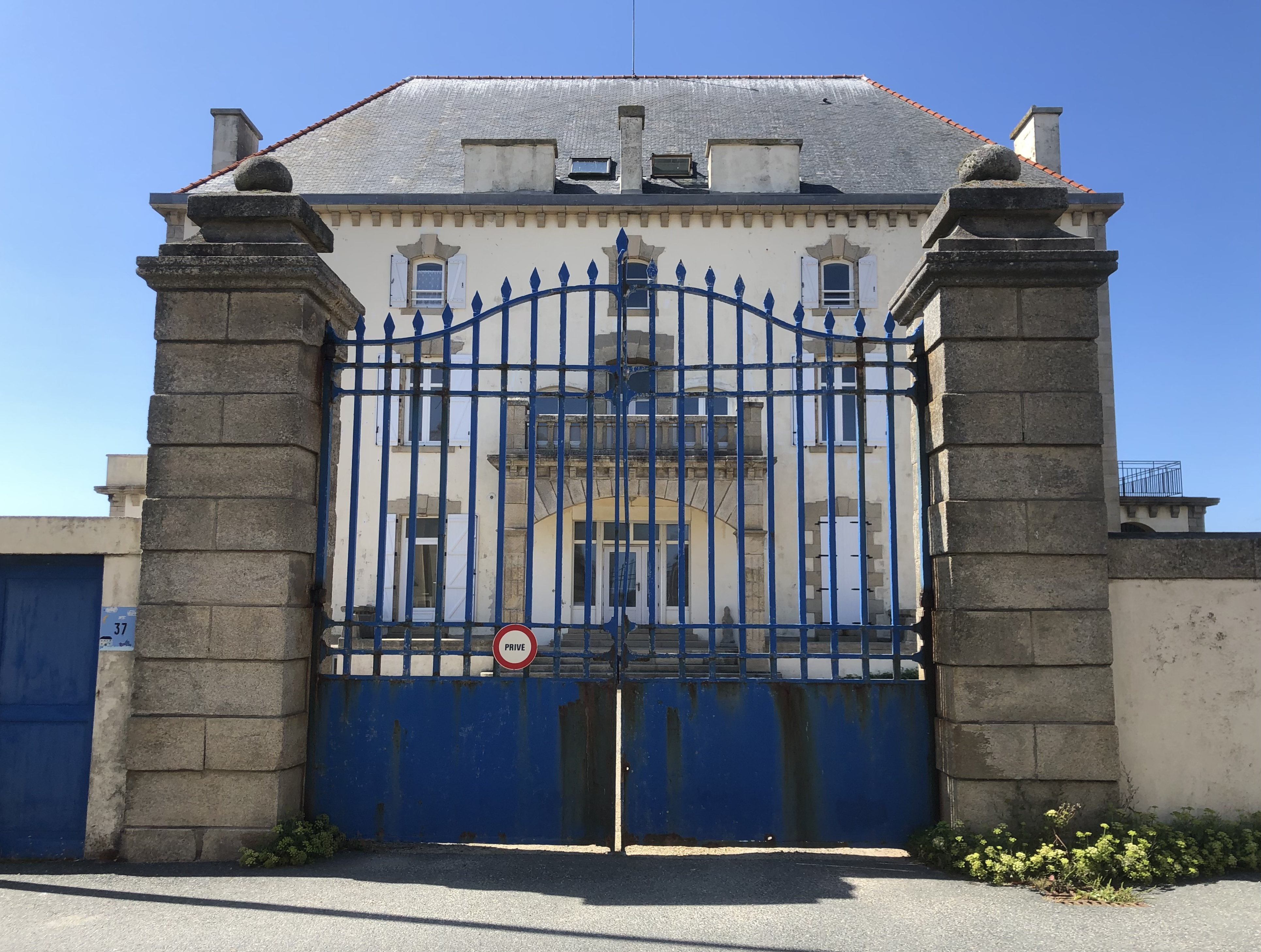
Eingangstor auf der Landseite

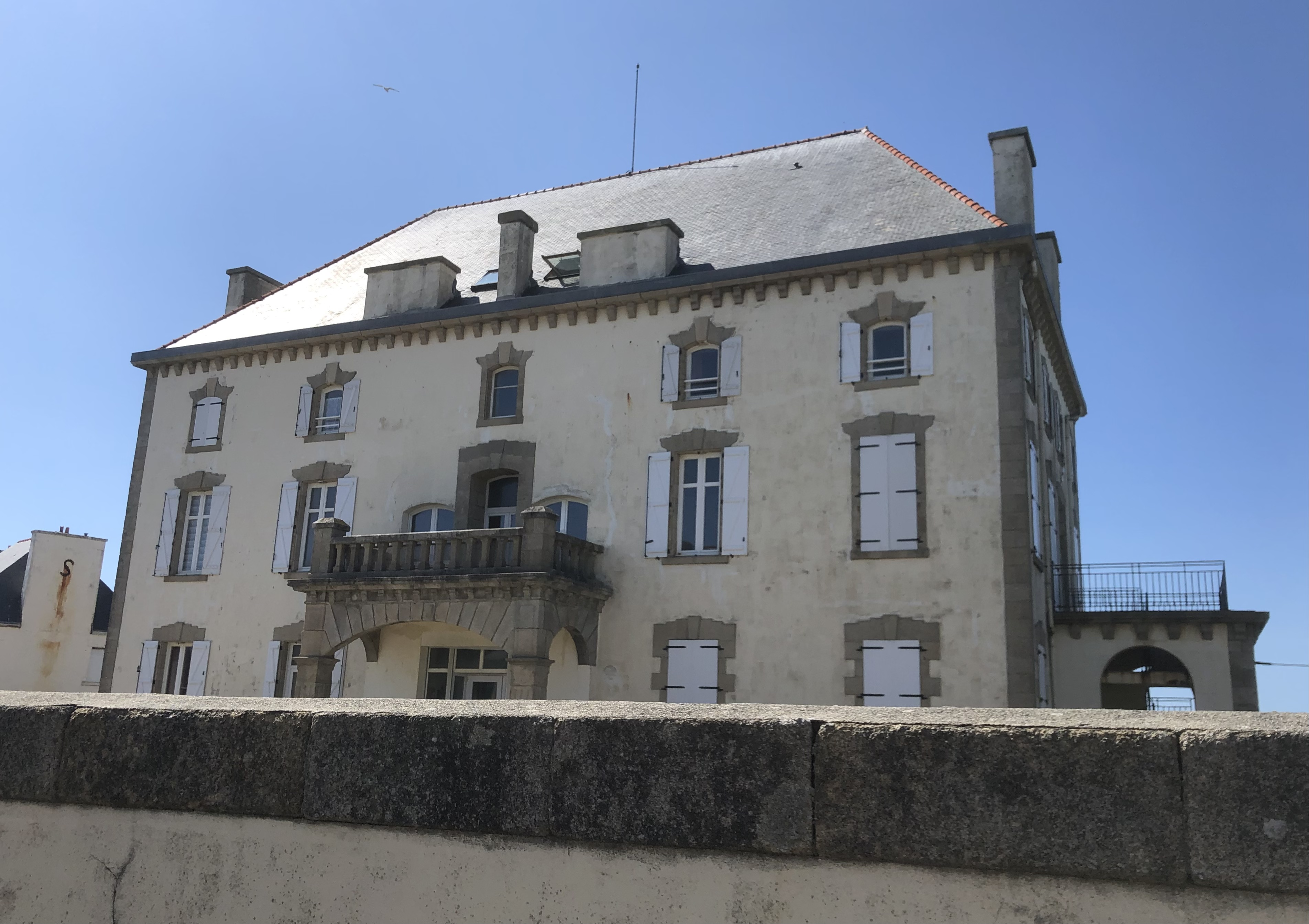
Blick von Osten

Domaine des goélands ist eine Villa in der französischen Gemeinde Penmarch an der Küste der Bretagne.

## Lage
Die Villa befindet sich im Ortsteil Saint-Guénolé unmittelbar an der Küste zur Keltischen See. Vom Meer ist das Haus durch die markanten Felsen von Saint-Guénolé getrennt. Südlich des Hauses verläuft die Straße Rue des Goelands, westlich endet die Straße Rue François Péron, auf der zugleich die D53 geführt wird.

## Architektur und Geschichte
Die zunächst zweigeschossige Villa wurde ab 1888 durch den aus Nizza stammenden Arzt und Schriftsteller Gustave Salavy erbaut. Der vermögende Salavy galt als begeisterter Freund des Theaters. Er ließ 1888 in dem felsigen Gelände, auch unter Verwendung von Schießpulver, den Keller für das Haus ausheben. 1889 entstand die eigentliche Villa. Sie wurde im italienischen Stil gestaltet, die Fassaden der Langseiten sind fünfachsig ausgeführt. Der Eingang befand sich mittig im Obergeschoss. Das Dach war zunächst als Flachdach angelegt.
Das Grundstück wurde mit einer Mauer umgeben. Der Garten des Hauses wurde einen Meter tief mit Erde und Mist in einen gärtnerisch bebaubaren Zustand versetzt, wobei die Erde zu einem erheblichen Teil vom nahe gelegenen Tumuli von Rosmeur gestammt haben soll.
Im Garten wurden Gewächshäuser errichtet und in den Jahren 1890/1891 5000 Weinreben gesetzt.
Die sehr markant an der Küste gelegene, weithin sichtbare Villa, deren Erscheinung von der Umgebungsbebauung abwich, erregte Aufmerksamkeit, Bewunderung, aber auch Ablehnung. Einer der ersten Besucher war Puig de Ritalongi, der das Haus als eine der malerischsten Villen im italienischen Stil, mit ungewöhnlichem Grundriss beschrieb. Der Schriftsteller Victor Segalen besuchte Saint-Guénolé im August 1899 und kritisierte jedoch den seiner Ansicht nach unwürdigen viereckigen Bau mit den ihn umgebenden immens verschobenen Gewächshäusern als unangebrachtes, absurdes Mauerwerk, der die Küste verunstalte. Er überlieferte auch einen an die Mauer geschriebenen Text: Dieses Denkmal ist der Dummheit seines Besitzers zu verdanken. Darüber hinaus habe das Gebäude zum Verkauf gestanden.
Tatsächlich wurde die Villa im Jahr 1900 in einer Auktion an den Konservenfabrikanten René Pierre Béziers verkauft. Béziers baute das Anwesen zu einem Hotel um. Es folgten mehrere Umbauten und Eigentümerwechsel. So wurde die monumentale Treppe entfernt, der Eingang in das Erdgeschoss verlegt, ein halbes Geschoss aufgestockt und das Flachdach durch ein steileres ersetzt. Später erfolgten weitere Veränderungen am Dach.
Das Gebäude wurde in den 1920er Jahren von Mademoiselle Papy und Madame Richel erworben, die es ab 1924 als Hotel fortführten. Schon Ende der 1920er Jahre erwarb es der Senator Paul Lederlin als privates Freizeitdomizil. Gemeinsam mit seiner Ehefrau Marthe Lederlin beauftragte er den Dekorateur André Camoin mit einer maritimen Umgestaltung des Hauses, mit einer Atmosphäre eines ankernden Schiffes. Das Haus gewann so eine repräsentative Gestaltung zurück. Von den Einheimischen erhielt das Haus den bretonischen Namen Maner ar Parizian (Herrenhaus der Pariser).
Als neue Eigentümer folgten Henri und Marie Friant, Besitzer der Keksfabrik Filets Bleus. Im Jahr 1956 erwarb die Stadt Courbevoie das Anwesen und nutzte es als Freizeitzentrum insbesondere für Kinder und Jugendliche. 1980 waren vorübergehend, während der Auseinandersetzungen um den damals geplanten Bau eines Atomkraftwerks bei Plogoff, drei Staffeln der Compagnies Républicaines de Sécurité im Anwesen untergebracht.
2018 wurde der aufgelaufene Sanierungsbedarf des Hauses auf acht Millionen Euro geschätzt. Die Stadt Courbevoie sah sich damit finanziell überfordert und entschloss sich mit in der Öffentlichkeit kritisierten Beschluss vom 15. Oktober 2018 zu einem Verkauf per Auktion. Das Gesamtgrundstück umfasst 13.590 m². Die Nutzfläche des Gebäudes beträgt etwa 1.000 m². Hinzu kommen 2.000 m² in Nebengebäuden. Als Startgebot der Ende März 2019 durchgeführten Auktion wurden 786.000 € veranschlagt.